# Gustaf Funck
Gustaf Funck, född den 24 december 1670, död den 12 september 1736 på Brogård, Stockholms län, var en svensk friherre, bergmästare och landshövding.

## Biografi
Gustaf Funck var son till bergmästaren Johan Funck. Efter studier vid Uppsala universitet blev han 1695 bergmästare vid sin fars bruk, Sala silvergruva. Gustaf Funck blev 1710 lagman i Bohusläns lagsaga och 1714 lagman i Närkes lagsaga. År 1720 blev han landshövding i Västmanlands län, ett ämbete han behöll till sin död 1736. Han utnämndes till president i Åbo hovrätt 1728, men undanbad sig denna befordran.
Gustaf Funck blev 1723 friherre och härigenom stamfader till den friherrliga ätten Funck. Han var gift med Christina Cronström, vars far Peter Cronström var assessor i Bergskollegium. Makarna hade fjorton barn, bland vilka märks Johan Funck, Carl Funck och Alexander Funck.
Han ägde gårdarna Brogård i Bro socken, Lejondal i Bro socken och Kaggeholm i Ekerö socken.